# Right to Censor
De Right to Censor (soms RTC) was een stable van professioneel worstelaars dat actief was in de World Wrestling Federation (WWF). De stable bestond uit Steven Richards (leider), Bull Buchanan, The Godfather, Val Venis en Ivory.

## Prestaties
- World Wrestling Federation
  - WWF Tag Team Championship (1 keer) - Buchanan en Goodfather
  - WWF Women's Championship (1 keer) - Ivory